# Kot pri Prevaljah
Kot pri Prevaljah este o localitate din comuna Prevalje, Slovenia, cu o populație de 144 de locuitori.